# 제마 존스
제마 존스(Gemma Jones, 1942년 12월 4일 ~ )는 잉글랜드의 배우이다.

## 출연 작품

### 영화
- 센스 앤 센서빌리티 (1995)
- 브리짓 존스의 일기 (2001)
  - 브리짓 존스의 일기: 열정과 애정 (2004)
  - 브리짓 존스의 베이비 (2016)
  - 브리짓 존스의 일기: 뉴 챕터 (2025) -  - 파멜라 존스 역
- 해리 포터와 비밀의 방 (2002)
  - 해리 포터와 혼혈 왕자 (2009)
  - 해리 포터와 죽음의 성물 2부 (2011)
- 상하이 나이츠 (2003)
- 환상의 그대 (2010)
- 암모나이트 (2020)

### 텔레비전
- 스푹스 (2007-08)
- 젠틀맨 잭 (2019)